# تشارلز ستافورد
تشارلز ستافورد (بالإنجليزية: Charles Stafford)‏ هو عالم إنسان بريطاني، ولد في 6 نوفمبر 1956.